# Мохаммед, Амина Джейн
Амина Джейн Мохаммед (род. 27 июня 1961 г., Ливерпуль, Великобритания) — нигерийско-британский дипломат и политик, 5-й первый заместитель Генерального секретаря Организации Объединённых Наций. Ранее она была министром окружающей среды Нигерии с 2015 по 2016 год и участвовала в процессе разработки повестки дня в области развития на период после 2015 года.

## Биография
Амина Джейн Мохаммед родилась в Ливерпуле (Англия), 27 июня 1961 года в семье нигерийского ветеринара и британской медсестры. Она старшая из пяти дочерей.
Амина Дж. Мохаммед посещала начальную школу в Кадуне и Майдугури в Нигерии и школу Бьюкен на острове Мэн. В 1989 году она также поступила в Колледж управления Хенли. После окончания учебё отец потребовал, чтобы она вернулась в Нигерию.
В период с 1981 по 1991 год Амина Дж. Мохаммед работала в архитектурно-дизайнерской фирме Archcon Nigeria. В 1991 году основала Afri-Projects Consortium, и с 1991 по 2001 год была его исполнительным директором.
С 2002 по 2005 год Амина Мохаммед координировала Целевую группу по гендерным вопросам и образованию в рамках Проекта тысячелетия Организации Объединённых Наций.
Позже Амина работала старшим специальным помощником президента Нигерии по Целям развития тысячелетия (ЦРТ). В 2005 году ей было поручено координировать фонды облегчения бремени задолженности Нигерии для достижения ЦРТ. Её мандат включал разработку Виртуального фонда борьбы с бедностью с инновационными подходами к сокращению бедности, координации и мониторингу бюджета, а также консультирование по актуальным вопросам, касающимся бедности, реформы государственного сектора и устойчивого развития.
Позже Амина Мохаммед стала основательницей и генеральным директором Центра политических решений в области развития, а также адъюнкт-профессором программы магистра практики развития в Колумбийском университете. За это время она работала в многочисленных международных консультативных советах и группах, включая Группу высокого уровня Генерального секретаря ООН по повестке дня в области развития на период после 2015 года и Независимую консультативную группу экспертов по революции данных для устойчивого развития. Она также возглавляла Консультативный совет ООН по вопросам образования, науки и культуры (ЮНЕСКО) в Докладе о глобальном мониторинге образования (ГМО).
С 2012 года Амина Мохаммед была ключевым игроком в процессе разработки повестки дня в области развития на период после 2015 года, выступая в качестве специального советника Генерального секретаря ООН Пан Ги Муна по планированию развития на период после 2015 года. В этой роли она выступала в качестве связующего звена между Генеральным секретарем, его Группой видных деятелей высокого уровня (ВДВУ) и Открытой рабочей группой Генеральной Ассамблеи (ОРГ) с другими заинтересованными сторонами. С 2014 года она также работала в Независимой консультативной группе экспертов Генерального секретаря по революции данных в интересах устойчивого развития.
Амина Дж. Мохаммед занимала пост федерального министра окружающей среды в кабинете президента Мухаммаду Бухари с ноября 2015 г. по февраль 2017 г. В то время она была представителем Нигерии в Руководящем комитете по реформе Африканского союза (АС) под председательством Пола Кагаме. Она ушла из Федерального исполнительного совета Нигерии 24 февраля 2017 г.
В 2017 году правозащитная группа обвинила Амину Мохаммед в выдаче незаконных разрешений китайским фирмам на импорт находящейся под угрозой исчезновения нигерийской древесины во время её пребывания на посту министра окружающей среды Нигерии. Правительство Нигерии опровергло эти утверждения.
В январе 2017 года Генеральный секретарь ООН Антониу Гутерриш объявил о своем намерении назначить Амину Мохаммед заместителем Генерального секретаря ООН. В этом качестве она является членом Межведомственной координационной группы ООН по устойчивости к противомикробным препаратам.

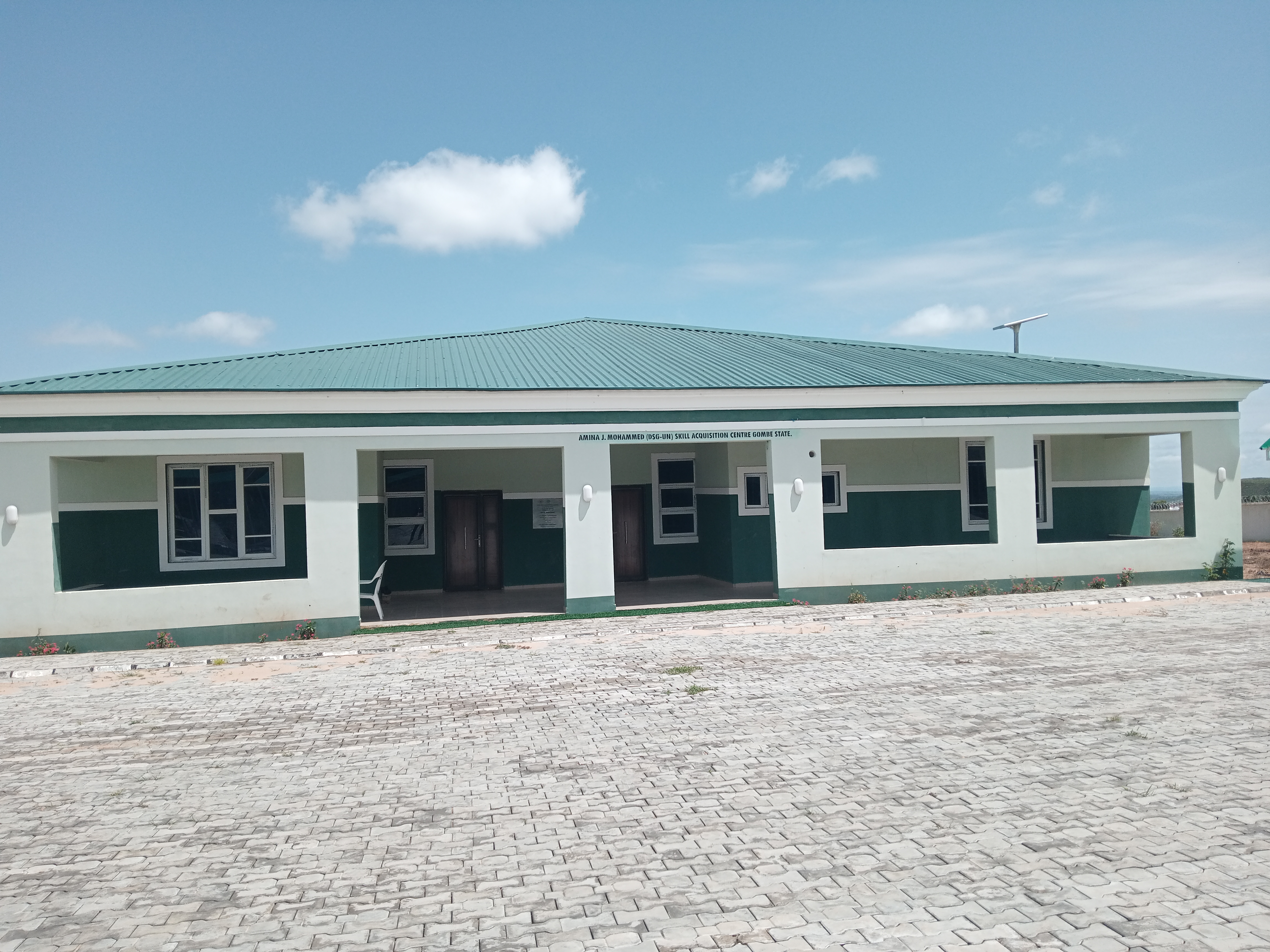
Центр приобретения навыков Амины Дж. Мухаммед

Центр приобретения навыков Амины Мохаммед, расположенный вдоль объездной дороги Гомбе, был построен Целями устойчивого развития в сотрудничестве с правительством Гомбе в честь вклада заместителя Генерального секретаря ООН Хаджии Амины Мохаммед в социальную, политическую и культурную жизнь
Дочь Амины Мохаммед, Надин Ибрахим, кинорежиссёр.

## Другие должности
- Африканско-европейский фонд — член Группы высокопоставленных лиц по отношениям между Африкой и Европой (с 2020 г.)[25];
- Глобальное партнёрство по данным устойчивого развития — член Совета директоров (с 2017 г.)[26];
- Международный проект ActionAid — член Консультативного совета;
- Фонд Билла и Мелинды Гейтс — член Консультативного совета Глобальной программы развития;
- Фонд Хьюлетт — член правления;
- Центр исследований международного развития — член Совета управляющих;
- International Gender Champions (IGC) — член[27];
- Институт научной и технической информации Китая — член Консультативного совета;
- Молодые глобальные лидеры Всемирного экономического форума — член правления[28].

## Награды и премии
- 2006 г. — Орден Республики (Нигерия);
- 2007 — Зал славы нигерийских женщин;
- 2015 — Премия семьи Форд Нотр-Дам за международное развитие и солидарность[29];
- 2017 — Премия «Дипломат года»[30];
- 2018 г. — титул вождя Сарраунии в Нигере в 2018 г.[31];
- 2018 — BBC 100 Women за её работу в качестве заместителя генерального секретаря ООН[32];
- 2019 — Премия мирового лидера Global Citizen Prize[33];
- 2022 г. — кавалер Ордена Нигера[34].